# Grottaglie
Grottaglie este o comună din provincia Taranto, regiunea Puglia, Italia, cu o populație de 30.635 de locuitori&#32 (2022);și o suprafață de 102,12 km².

## Demografie
Grottaglie - evoluția demografică

|  | Graficele sunt indisponibile din cauza unor probleme tehnice. Mai multe informații se găsesc la Phabricator și la wiki-ul MediaWiki. |

Date: Recensăminte sau birourile de statistică - grafică realizată de Wikipedia